# Passage du Poteau
Le passage du Poteau est une voie du 18e arrondissement de Paris, en France.

## Situation et accès
Le passage du Poteau est situé dans le 18e arrondissement de Paris. Il débute au 95, rue du Poteau et se termine au 105, boulevard Ney.

## Origine du nom
Elle porte ce nom en raison du voisinage de la rue du Poteau. 

## Historique
Ce passage fut appelé « impasse Lécuyer » avant 1873.
La voie est ouverte à la circulation publique entre le boulevard Ney et le passage Saint-Jules par un arrêté du 23 juin 1959 puis a été élargie lors des opérations de la ZAC Moskowa.